# No. 90 Squadron RAF

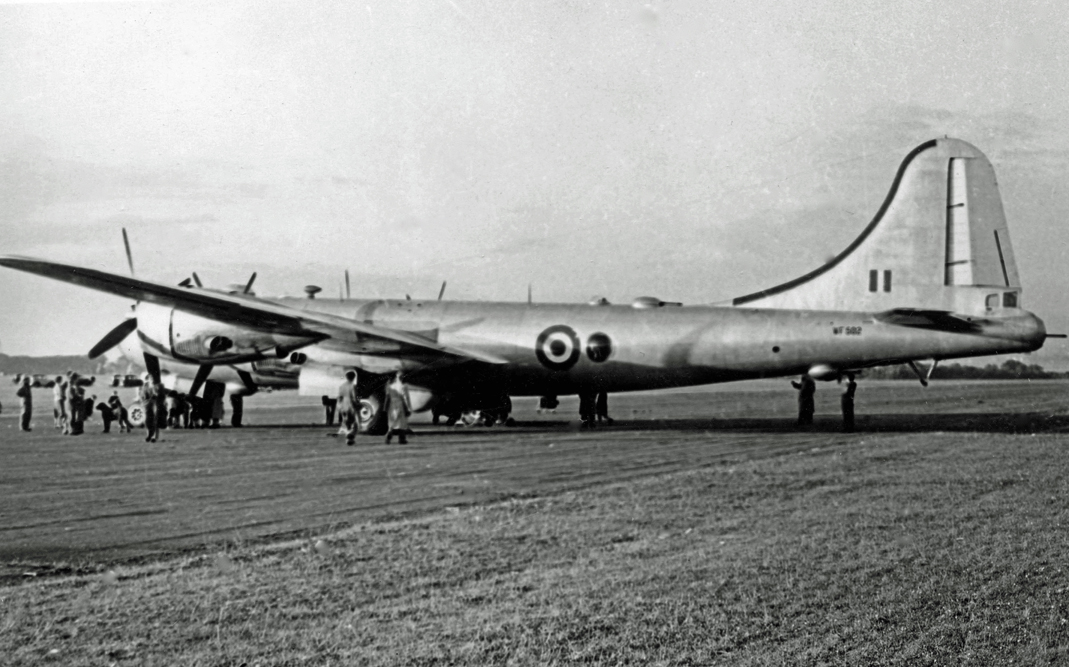
Boeing B29 du Squadron RAF No. 90 en 1952 lors de l'exposition du matériels de guerre de la bataille d'Angleterre à Hooton Park

Le Squadron RAF No. 90 (aussi connu sous l'appellation Escadron XC) est d'abord un escadron de chasse de la Royal Flying Corps, lors de sa création le 17 octobre 1917, bien qu'il n'ait jamais participé aux opérations militaires. Il est dissous en août 1918.
Reformé le 15 mars 1937, ses pilotes ont volé sur Bristol Blenheim en tant que formateurs jusqu'à ce que l'unité, sous le nom d'escadron no 35, fasse partie de l’OTU (Operational Training Unit) no 17 au début d'avril 1940.
Reformé une fois de plus au début de mai 1941, l'unité fait partie du groupe no 2 de la Royal Air Force. Elle est choisie pour accompagner l'intégration de la « forteresse volante » américaine Mk1 dans la RAF. Cette expérience, infructueuse en raison de graves problèmes tactiques et mécaniques, provoque une nouvelle dissolution de l'escadron en février 1942.
En novembre 1942, l'escadron renaît dans le cadre du groupe no 3 de bombardement. On l'équipe de Short Stirling. Il effectue sa première sortie au début de janvier 1943.
Les mois suivants, le Stirling, version améliorée de type Mk3, équipe l'escadron, qui, capable de fournir théoriquement 24 avions, effectue trois vols opérationnels. Les jeunes sont alors précipités dans la bataille de la Ruhr et servent de cibles faciles à la défense allemande la plus efficace, à commencer par celle de Berlin. En huit mois, l'escadron subit des pertes considérables au point qu'il devient pratiquement impossible de maintenir un nombre suffisant d'hommes et de machines.
Le Stirling, vaillamment piloté par des équipages courageux, est de conception rudimentaire. La cause est à imputer à des restrictions prévues dans le cahier des charges initial du ministère de l'Air britannique. Aussi après avoir subi de lourdes pertes, disproportionnées par rapport aux objectifs atteints, fut-il décidé de limiter leurs activités à des missions ponctuelles : le largage des mines marines, le parachutage de matériel pour le maquis, les bombardements sur des objectifs peu éloignés. L'escadron a été actif sur tous ces fronts.
En juin 1944, l'escadron devint opérationnel sur Avro Lancaster.
En mai 1947, il fut équipé d’Avro Lincoln, jusqu'à sa dissolution le 1er septembre 1950.
L'escadron est reformé à Marham le 4 octobre 1950 est ensuite équipé avec le Boeing B-29 Superfortress.
Le 8 janvier 1953, un B-29 de l'escadron s'écrase mystérieusement dans le Denbighshire provoquant la disparition des 10 membres d'équipage.
En novembre 1953, on rééquipe l'escadron avec des Canberra, avant de le dissoudre le 1er mai 1956.
Le 1er janvier 1957, nouvelle formation dans une unité équipée de bombardiers Vickers Valiant. Puis l'escadron est reconverti en unité de ravitaillement en vol jusqu'en avril 1962 avant sa dissolution définitive le 16 avril 1965, due en grande partie à la fragilité du matériel, notamment du fuselage.